# Тарава (атол)
Тарава (англ. Tarawa) — атол в архіпелазі Гілберта, на якому розташована столиця Кірибаті Південна Тарава.